# Martin Simon (Schriftsteller)
Martin Simon (* 5. Mai 1909 in Barmen; † 31. August 1942 bei Rschew/Sowjetunion) war ein deutscher Schriftsteller.

## Leben
Martin Simon war der Sohn eines Kaufmanns. Ab 1928 studierte er Germanistik, Philosophie und Musikwissenschaft in Köln und Berlin. Nach dem Konkurs der väterlichen Firma im Jahre 1931 musste Simon dieses Studium abbrechen; er absolvierte stattdessen eine Ausbildung zum Volksschullehrer an der Pädagogischen Akademie Dortmund. Da er sich als Vorsitzender des Allgemeinen Studentenausschusses offen gegen die Übergriffe der Nationalsozialisten gewandt hatte, wurde ihm, obwohl er im Februar 1933 die Lehramtsprüfung bestanden hatte, von den neuen Machthabern die Aushändigung des Zeugnisses verweigert. Auch die Ableistung einer Zwangs-Arbeitsdienstzeit im Sigmarshof in Bethel und ein „Bewährungssemester“ an der Hochschule für Lehrerbildung im hessischen Weilburg vermochte daran nichts zu ändern. Simon ließ sich als freier Schriftsteller im westfälischen Nettelstedt nieder, zu dessen Freilichtbühne er bereits seit Anfang der 1930er Jahre Kontakte hatte. In den folgenden Jahren wirkte er an Freilichtaufführungen mit und schrieb auch Stücke für dieses Theater.
Nach mehreren vergeblichen Versuchen, das Zeugnis und damit eine Anstellung als Lehrer zu erhalten, trat Martin Simon 1937 der SA bei und wurde als Lehrer an einer Volksschule in Nettelstedt eingestellt. Im gleichen Jahr heiratete er seine langjährige Lebensgefährtin Emmy Köppe; aus der Ehe gingen drei Töchter hervor. Zu Beginn des Zweiten Weltkriegs meldete sich Simon freiwillig zur Wehrmacht. 1940 nahm er am Frankreichfeldzug teil; anschließend absolvierte er in Polen eine Ausbildung zum Unteroffizier. Ab Juni 1941 nahm er als Angehöriger der 6. Armee am Russlandfeldzug teil. Er wurde mit dem Eisernen Kreuz I. und II. Klasse ausgezeichnet. Martin Simon kam im August 1942 bei den schweren Kämpfen bei Rschew ums Leben.
Martin Simon verfasste Erzählungen und Gedichte, die teilweise in renommierten Zeitschriften wie z. B. Das Innere Reich erschienen. Seine Theaterstücke schrieb er zum Teil auf Hochdeutsch, zum Teil in westfälischer Mundart. Für sein Stück Die Westfälinger erhielt er 1940 den Karl-Wagenfeld-Preis der Stadt Soest. Martin Simons Nachlass befindet sich seit 2002 in der Lippischen Landesbibliothek Detmold.

## Werke
- Westfälinger. Nettelstedt 1934
- Suchen und Trachten. Müller & I. Kiepenheuer Verlag, Berlin 1936
- Gericht des Volkes. Ein Feierspiel. A. Strauch, Leipzig 1939. Wurde nach Kriegsende in der Sowjetischen Besatzungszone auf die Liste der auszusondernden Literatur gesetzt. (polunbi.de)
- Schicksalsland. Ellermann, Hamburg 1940.
- Erzählungen, Gedichte, Balladen. 1979